# Colette Audry
Pour les articles homonymes, voir Audry.
Colette Audry, née le 6 juillet 1906 à Orange et morte le 20 octobre 1990 à Issy-les-Moulineaux, est une enseignante, dramaturge, romancière, scénariste et dialoguiste française, également militante syndicaliste, socialiste, féministe, antifasciste et résistante.

## Biographie
Issue d'une famille d'origine protestante ayant pris ses distances avec la religion, Colette Audry a pour mère Inès Combes, petite-nièce de Gaston Doumergue. Après l'entrée de son père, Charles Audry, proche des milieux socialistes, dans l'administration préfectorale, elle passe une partie de son enfance ballottée entre les différentes affectations, avec sa sœur cadette Jacqueline : d'abord à Nice, puis en Ardèche en 1914, et enfin dans les Côtes-du-Nord en 1918. Ce n'est qu'après que son père aura obtenu une disponibilité pour raisons de santé, en 1920, que la famille se stabilise à Paris.
Après des études secondaires brillantes, elle entre à l'École normale supérieure de Sèvres, et obtient l'agrégation féminine de lettres en 1928. Elle commence sa carrière de professeur au lycée Pasteur à Caen (1928-1930) puis au lycée Jeanne-d'Arc à Rouen (1930-1936), où elle rencontre Paul Nizan qui lui présente Simone de Beauvoir, avec qui elle entretient une relation d'amitié jusqu'à sa mort.
C'est à cette période qu'elle s'engage dans le militantisme, au travers de l'amicale de son lycée, au sein de laquelle les débats sont essentiellement politiques. Sous l'influence des enseignants communistes membres de cette amicale, elle envisage d'adhérer au PCF, mais s'engage plutôt dans le syndicalisme, au sein de la très minoritaire fédération unitaire de l'enseignement, membre de la CGTU, en 1932. Elle participe d'ailleurs à tous les congrès de la fédération, et collabore à sa revue, l'École émancipée. Elle est alors proche de la « majorité fédérale », opposée aux communistes, et prend d'ailleurs la direction, en 1934, de la revue L'Avant garde syndicale, fondée à partir de la direction de la FUE par les minoritaires de la CGTU.
Membre du bureau national du Comité de vigilance des intellectuels antifascistes, elle participe en 1935 à la création, derrière Marceau Pivert, de la Gauche révolutionnaire, courant « de gauche » de la SFIO.
L'année 1936 marque un tournant dans sa vie et son engagement. Elle est nommée à Paris, au lycée Molière (sa sœur Jacqueline, future réalisatrice, y a étudié), tandis que la FUE disparaît, dans le cadre de la réunification syndicale entre CGT et CGTU.
Avec les autres membres de la Gauche révolutionnaire, elle critique la timidité du gouvernement de Front populaire, mené par Léon Blum. Mais c'est surtout sur la question espagnole qu'elle prend ses distances. Après un voyage en Espagne à l'été 1936, où elle rencontre des responsables du Parti ouvrier d'unification marxiste (POUM), elle participe à la création du Comité d'action socialiste pour l'Espagne, dont le journal L'Espagne socialiste prône notamment la levée de l'embargo sur les armes décidé par Blum.
Exclue de la SFIO avec l'ensemble de la Gauche révolutionnaire en 1938, elle participe à la création du Parti socialiste ouvrier et paysan, et tient une revue de presse internationale dans le journal de ce parti, Juin 36. Ultra-pacifiste, comme une bonne partie des militants du PSOP, elle signe le « manifeste des femmes contre la guerre », mais n'est pas tentée ensuite, comme d'autres socialistes pacifistes, par la collaboration.
Tout au début de la guerre, elle épouse Robert Minder, enseignant-chercheur germaniste. Leur union ne dure cependant que quelques années, car ils divorcent à la Libération.
Pendant la guerre, elle est proche des milieux résistants, et notamment, après sa mutation à Grenoble en 1941, où elle rejoint Minder en s'y rendant avec leur fils Jean-François, des communistes du Front national au travers de Sofia Jancu, compagne de Gabriel Péri. Colette Audry participe à partir de 1942 à la Résistance.
Ayant retrouvé son poste à Paris en 1944, elle est, de 1945 à 1946, chargée de mission au ministère de l'Information. Elle reprend ensuite son poste de professeur, sauf de 1952 à 1957, où elle obtient un détachement au CNRS, pour faire une thèse sur le double en littérature sous la direction de Gaston Bachelard.
Elle se détourne cependant de l'action militante pour se consacrer à des activités artistiques et littéraires. Elle participe à l'écriture de La Bataille du rail, de René Clément, collabore jusqu'en 1955 aux Temps modernes de Sartre, prend part au scénario de certains films de sa sœur, Jacqueline (Les Malheurs de Sophie (1946) et Fruits amers (1967)), et publie des ouvrages littéraires.
Le premier, un recueil de nouvelles, On joue perdant, est publié en 1946 chez Gallimard. Elle écrit une pièce de théâtre, Soledad, qui est un des succès de l'année théâtrale 1956, et obtient en 1962 le prix Médicis pour son roman Derrière la baignoire.
Entre-temps, elle a suggéré à la jeune Françoise Sagan, qui lui a soumis en 1953 son manuscrit de Bonjour tristesse, d'en revoir le dénouement, et lui a recommandé trois éditeurs.
À partir de 1964, elle dirige la collection « Femme » aux éditions Denoël, la première en France à proposer des ouvrages, français et étrangers, tous écrits par des femmes, au rythme d'un titre par mois. Elle publie La femme mystifiée de Betty Friedan, Aucun de nous ne reviendra de Charlotte Delbo, La Vie des femmes d'Évelyne Sullerot, Ma vie d'Eleanor Roosevelt ou encore Les Femmes japonaises d'Élisabeth Dufourcq.
Mais au milieu des années 1950, elle renoue avec l'engagement militant, adhérant à la « Nouvelle gauche », menée par Gilles Martinet, Claude Bourdet et Louis Vallon, qui se dissout ensuite dans l'Union de la gauche socialiste, avant de participer à la création du Parti socialiste unifié en 1960.
Colette Audry participe aussi, aux côtés d'Edgar Morin, au groupe qui publie à partir de 1956 Arguments, revue qui cherche la voie d'un marxisme déstalinisé mais non trotskiste.
Au début des années 1960, en compagnie de Madeleine Guilbert, Marguerite Thibert, Gisèle Halimi, Andrée Michel et Évelyne Sullerot, elle crée le « Mouvement démocratique féminin » (MDF), considéré comme un laboratoire d'idées féministes et socialistes et sorte d’union de la gauche avant la lettre, qui soutient la candidature de François Mitterrand à l'élection présidentielle de 1965.
Dans les années 1960, elle est à de nombreuses reprises candidate aux élections, dans la capitale, sous l'étiquette PSU, mais n'est jamais élue. Au sein du parti, elle se rapproche cependant de Jean Poperen et le suit lorsque celui-ci rompt avec le PSU pour créer en 1967 l'Union des groupes et clubs socialistes.
Après la création du nouveau Parti socialiste, elle devient responsable de la rédaction de Synthèse Flash, bulletin du courant poperéniste. Elle représente d'ailleurs ce courant au sein du comité directeur du PS du congrès d'Épinay jusqu'en 1983.
Dans les années 1970, elle se consacre à la formation des militants, rédigeant plusieurs brochures pour le Parti socialiste, et à l'Institut socialiste d'études et de recherches (ISER) fondé en 1974, dont elle est la directrice, puis, après 1986, la présidente.  Elle influencera Jean-Luc Mélenchon sur les questions du féminisme pendant cette période. La place de Colette Audry au sein de l'institut est telle que l'ISER est dissout en 1990, peu de temps après sa mort.
Pendant les deux dernières années de sa vie, elle entretient une correspondance avec un moine bénédictin. Ils échangent sur la littérature, entre autres. Ces lettres de Colette Audry ont été publiées trois ans après sa mort sous le titre Rien au-delà, qui sont les derniers mots de la dernière lettre qu'elle a écrite à son correspondant avant d'être hospitalisée.
En 2013, son nom est donné à la cour d'honneur du siège du Parti socialiste, rue de Solférino à Paris.

## Publications
- On joue perdant, Gallimard, 1946 - nouvelles.
- Aux yeux du souvenir, Gallimard, 1947 - mémoires.
- Léon Blum ou la politique du Juste, Julliard, 1955, - essai.
- Soledad, Denoël, 1956 - théâtre (adaptation cinématographique sous le titre Fruits amers en 1967)
- Derrière la baignoire, Gallimard, 1962 - roman. Prix Médicis.
- Sartre et la réalité humaine, Seghers, 1966. Présentation générale de la philosophie de Sartre et extraits de textes de La Transcendance de l'Ego au premier tome de la Critique de la raison dialectique. - essai.
- L'Autre Planète, Gallimard, 1972 - roman.
- Les Militants et leurs morales, Flammarion, 1976 - essai.
- La Statue, Gallimard, 1983 - nouvelles.
- L'Héritage, Gallimard, 1984 - roman.
- Françoise l'ascendante, Gallimard, 1986 - roman.
- Rien au-delà, Denoël, 1993 - correspondance.

## Théâtre
- 1956 : Soledad de Colette Audry, mise en scène François Perrot, Poche Montparnasse - Prix Paul-Hervieu de l’Académie française

## Filmographie

### Scénariste
- 1946 : La Bataille du rail de René Clément
- 1946 : Les Malheurs de Sophie de Jacqueline Audry
- 1951 : Olivia de Jacqueline Audry
- 1958 : Liberté surveillée d'Henri Aisner et Vladimir Voltchek
- 1967 : Fruits amers de Jacqueline Audry
- 1968 : Le Socrate de Robert Lapoujade
- 1969 : Le Lis de mer de Jacqueline Audry